# Скопская минея
Скопская минея — среднеболгарский литературный памятник XIII века. Самая ранняя сохранившаяся болгарская и вообще южнославянская минея.
Написана кириллицей с глаголическими вкраплениями. На многих страницах присутствуют следы глаголицы, которая считается характерной чертой памятников с юго-западных болгарских земель. Скопская минея — ценный памятник истории болгарского языка. Как и большинство древнеболгарских рукописей, содержит службы для болгарских святых Константина-Кирилла Философа, Иоанна Рыльского, Святой Параскевы и других. Она принадлежит к числу значимых рукописей с музыкальной нотацией.
Рукопись находилась во владении Болгарской епархии в Скопье. Сейчас хранится в Национальной библиотеке Святых Кирилла и Мефодия под № 522.